# Мідлер Марк Петрович
Марк Петрович Мідлер (рос. Марк Петрович Мидлер, нар. 24 вересня 1931, Москва, Російська РФСР, СРСР — 31 травня 2012, Москва, Росія) — радянський фехтувальник на рапірах, дворазовий олімпійський чемпіон (1960 та 1964 роки), шестиразовий чемпіон світу.

## Виступи на Олімпіадах
| Олімпіада      | Дисципліна           | Місце     |
| -------------- | -------------------- | --------- |
| Гельсінкі 1952 | індивідуальна рапіра | 6 p1 r2/4 |
| Гельсінкі 1952 | командна рапіра      | 3 p2 r1/4 |
| Гельсінкі 1952 | командна шабля       | 3 p4 r1/4 |
| Мельбурн 1956  | індивідуальна рапіра | 7         |
| Мельбурн 1956  | командна рапіра      | 5         |
| Рим 1960       | індивідуальна рапіра | 5         |
| Рим 1960       | командна рапіра      | 1         |
| Токіо 1964     | індивідуальна рапіра | 9         |
| Токіо 1964     | командна рапіра      | 1         |